# Quanzhai (köpinghuvudort i Kina, Henan Sheng, lat 33,44, long 113,86)
Quanzhai är en köpinghuvudort i Kina. Den ligger i provinsen Henan, i den centrala delen av landet, omkring 150 kilometer söder om provinshuvudstaden Zhengzhou. Antalet invånare är 29 044. Befolkningen består av 14 811 kvinnor och 14 233 män. Barn under 15 år utgör 21,0 %, vuxna 15-64 år 66 %, och äldre över 65 år 12,0 %.
Runt Quanzhai är det tätbefolkat, med 530 invånare per kvadratkilometer. Närmaste större samhälle är Longcheng, 19,0 km norr om Quanzhai. Trakten runt Quanzhai består till största delen av jordbruksmark.
Genomsnittlig årsnederbörd är 968 millimeter. Den regnigaste månaden är juli, med i genomsnitt 178 mm nederbörd, och den torraste är januari, med 9 mm nederbörd.